# Ghiţă Licu
Ghiţă Licu   (Fierbinți-Târg, 1 de desembre de 1945 - Bucarest, 8 d'abril de 2014) fou un jugador d'handbol romanès que va competir durant les dècades de 1960 i 1970. El seu fill Robert Licu també fou un destacat jugador d'handbol.
El 1972 va prendre part en els Jocs Olímpics d'Estiu de Munic, on va guanyar la medalla de bronze en la competició d'handbol. Hi va jugar els sis partits i marcà sis gols. Quatre anys més tard, als Jocs de Montreal guanyà la medalla d'argent en la mateixa competició. Hi jugà cinc partits, inclosa la final, i va tretze quatre gols. En el seu palmarès també destaquen tres medalles al Campionat del Món, de bronze el 1967 i d'or el 1970 i 1974. Amb la selecció jugà un total de 195 partits en què marcà 328 gols.
A nivell de clubs jugà tota la seva carrera, des del 1964 fins al 1980, al Dinamo Bucarest, guanyant la lliga romanesa de 1965, 1966 i 1978 i la Copa de Romania de 1979. Una vegada retirat va exercir d'entrenador, primer al Dinamo Bucarest i de 1995 fins a 2006 al SC Magdeburg.